# غاز الحجب

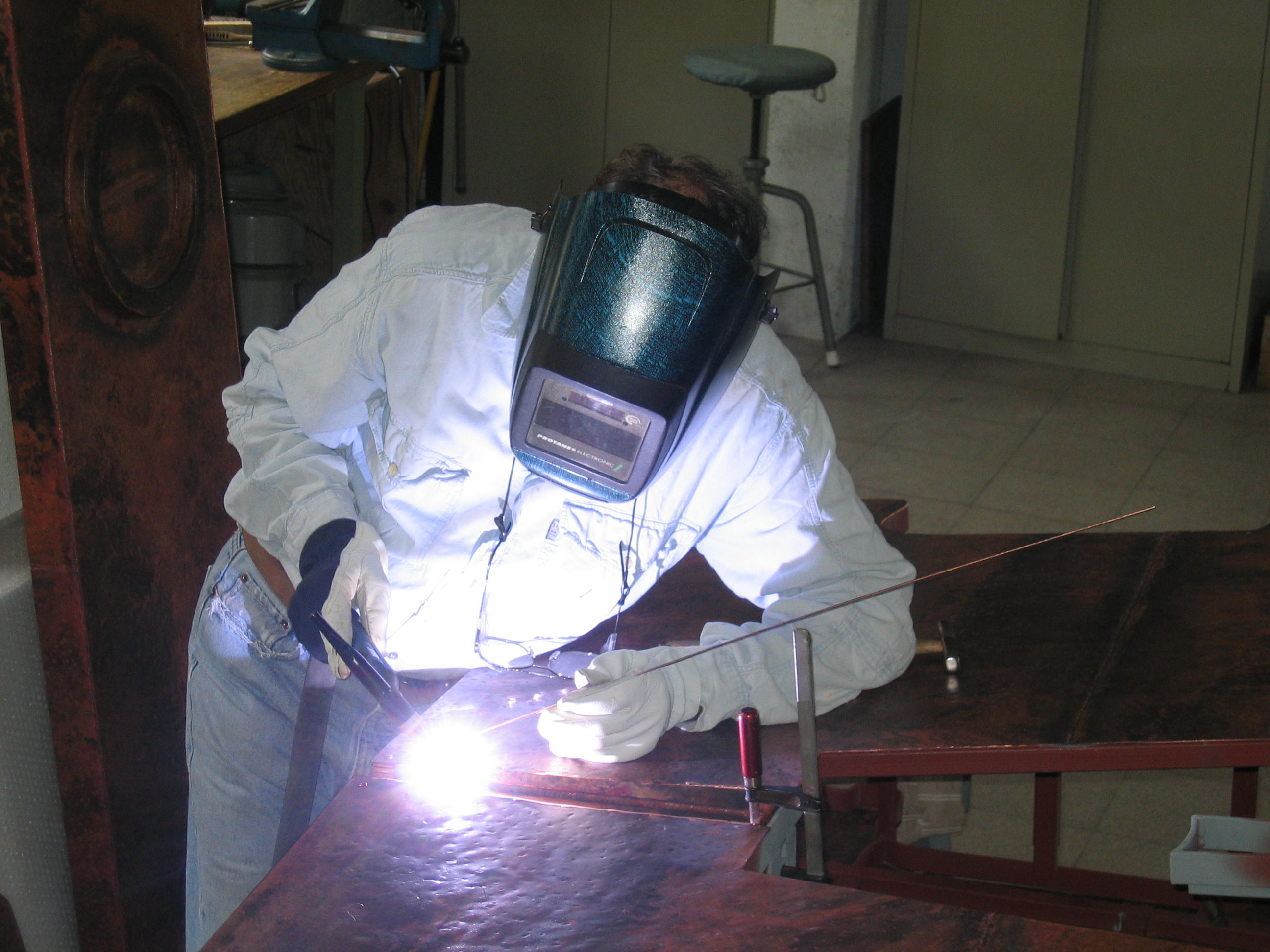

غاز الحجب  هو غاز خامل أو شبه خامل يستخدم في التطبيقات التي تتطلب حجب الهواء، وخاصة الأكسجين، وذلك بشكل شائع في عمليات اللحام القوسي، مثل اللحام القوسي بالمعدن والغاز واللحام القوسي غاز خامل-تنغستن.
يمكن أن يكون الغاز الحاجب نقياً (مؤلفاً من غاز وحيد) أو خليطاً من غازين أو ثلاثة. تعد الغازات النبيلة أشهر الأمثلة على الغازات الحاجبة، وأكثرها استخداماً في عمليات اللحام هو الآرغون.

## التفاعلات الكيميائية
يستخدم الغاز الحاجب أحياناً في التفاعلات الكيميائية الحساسة للأكسدة؛ ويسمى حينها أيضاً بالغاز الواقي.